# 田代智一
田代 智一（たしろ ともかず）は、日本の作曲家、作詞家、編曲家、音楽プロデューサー。
神奈川県出身。現在では主にアニメ・特撮作品の主題歌やそれに関連する歌などを手がける。
2011年からUNISON SQUARE GARDENの田淵智也とポッドキャスト番組「たっちレディオ」を毎週日曜に更新している。
2015年からは音楽プロデュースチーム・Q-MHzの一員としても活動している。
2019年からは小林愛香のサウンドプロデューサーとしても活動している。

## 概要・作風
2000年代にはテンポの良い明るい曲が多く曲中での幾度もの転調がしばしば見られたが、幅広いジャンルの楽曲がある。
テレビアニメ『涼宮ハルヒの憂鬱』のエンディングテーマ『ハレ晴レユカイ』や同作品のキャラクターソング、『ながされて藍蘭島』の主題歌『Days』など、オリコンチャートで上位を獲得した作品を数多く持つ。

## 経歴
6歳から電子オルガンを始める。中学高校時代にギターの上手さで田代に敵う者は周囲にいなかったという。高校卒業後アメリカ・ロサンゼルスへ留学、テレビ番組制作会社・CREATIVE U.S.A. ENTERPRISEにおいてBGM制作に従事する。後に帰国、後藤映子のインディーズアルバムなどへ参加。2005年おくさまは女子高生からアニメソングや声優の楽曲制作に関わり始め、現在に至る。

## 主な作品

### アーティスト
亜咲花
- feat. future（作曲）

亜美
- No×Limit （作曲/編曲/ギター）『一騎当千Great Guardians』OP主題歌

泉見洋平
- 千夜一夜（作曲）

ELISA
- BUTTERFLY〜眠れぬ森の蝶々〜（作曲）
- Wonder Wind（作曲）『ハヤテのごとく!!』OP主題歌

大倉明日香
- PRIME NUMBER〜君と出会える日〜 (作曲）『さくら荘のペットな彼女 』ED主題歌

奥井亜紀
- 心のファンファーレ (作曲）『ポケットモンスター ベストウイッシュ 』ED主題歌
- カランドリエ（作曲）『黄昏乙女×アムネジア』ED主題歌

鹿乃
- ヒメコイ（作曲）
- なだめスかし Negotiation（作詞/作曲）

可憐Girl's
- ぴかっときらっと!Dash Girl's（作曲）

木村優
- We are adventures!!（作曲）
- 東京シンデレラ論（作曲）

後藤映子
- 星を数えて（編曲）
- Paraiso（作曲/編曲）
- ハッピーエンド（編曲）
- I Just Write A Letter（作曲/編曲）
- 世界の果て（作曲/編曲）
- シリウス（作曲/編曲）
- 僕のミュゼット（作曲/編曲）
- 沙々波（作曲/編曲）
- ガゼル（編曲）
- あいはかおる（作曲/編曲）
- 君の色（作曲/編曲）
- Another World（作曲/編曲）

ANNA(BON-BON BLANCO)
- LIFE IN ME（作詞/作曲）

椎名ぴかりん
- リアルリア充（仮）（作曲）
- あでぃくとぅれんにゅー☆（作曲）

椎名へきる
- Reincarnation（作詞/作曲/ギター）
- I don't care（作詞/作曲/ギター）

SILLYTHING
- 僕らのブロークンハードディスク（作曲）
- ロールプレイング未来（作曲）

鈴木このみ
- CHOIR JAIL（作曲/編曲（浦田尚克と共同）『黄昏乙女×アムネジア』OP主題歌
- 残像未来（作曲）

月島きらり starring 久住小春 (モーニング娘。)
- Olala（作詞（小山哉枝と共同）/作曲/ギター）『きらりん☆レボリューション』ED主題歌

中川翔子
- せーので恋しちゃえ（作曲）『恋活遊園地』テーマソング

橋本みゆき
- 初恋パラシュート（作曲）『あかね色に染まる坂』OP主題歌

畑亜貴
- ですコンです!（編曲）フィンランドのアニメイベント「デスコン」テーマソング
- Ta-Ta La-La（編曲）弱り目に祟られろ！レディオseason3テーマソング

松岡里果
- つながる空（作曲/編曲）

蘭燃
- YOU（作曲）

ROLLY
- 豆しばビビンビーン（作曲）『豆しばCMソング』

### 声優
川澄綾子
- Love Love! ChuっChuっ!（作曲・編曲（鈴木盛広と共同）『おくさまは女子高生』OP主題歌

楠田亜衣奈
- ラブリージーニアス（作曲）
- JUMP UP（作曲）

小林愛香
- ゆらゆらら（作曲・プロデュース）
- Crazy Easy Mode（作曲・プロデュース）
- Sunset Bicycle（作曲・プロデュース）
- Lorem Ipsum（小林愛香と共同作詞/作曲・プロデュース）
- グミチュウ（作詞・作曲[1]）
- BUMMER, BUMMER（作曲[2]）
- Can Can One One（作曲[2]）
- KANPAI（作詞・作曲[2]）

後藤邑子
- 忘れる前にしたいこと（作曲）

茅原実里
- 不確定性原理（作詞（こだまさおりと共同）/作曲）
- 視線の行方（作曲）

徳永愛
- Anti-gravity VIEWS!（なんてこった林檎）（作曲/編曲/ギター）インターネットラジオ「たっちレディオ」オープニングテーマ
- Uターン（作詞/作曲/編曲）

平野綾・茅原実里・後藤邑子
- ハレ晴レユカイ（作曲）『涼宮ハルヒの憂鬱』ED主題歌
- 最強パレパレード（作曲/ギター）『涼宮ハルヒの憂鬱 SOS団ラジオ支部』OP主題歌
- 止マレ!（作曲）『涼宮ハルヒの憂鬱（2009年版）』ED主題歌
- 世界が夢見るユメノナカ（作曲）『涼宮ハルヒの約束』エンディングテーマ
- 最終未来を見せて!（作曲）『涼宮ハルヒの約束』エンディングテーマ
- BE BE BEAT!!（作曲）『涼宮ハルヒの激動』エンディングテーマ

古谷徹
- We Can Start!!（作詞/作曲）『世界コスプレサミット』テーマソング

堀江美都子
- 冒険パンチ!（作曲）『轟轟戦隊ボウケンジャー』イメージソング

堀江由衣
- Days（作詞（すやまちえこと共同）/作曲）『ながされて藍蘭島』OP主題歌
- Say Cheese!（作詞（すやまちえこと共同）/作曲）『ながされて藍蘭島』ED主題歌

増田俊樹
- 青い少年（作曲）
- 孤独の輪郭（作曲）
- Midnight Dancer（作詞/作曲）『殺し愛』オープニングテーマ

水木一郎
- コレジャナイ音頭（作曲）

### キャラクターソング
『THE IDOLM@STER 2』
- The world is all one !!（作曲）天海春香（中村繪里子）・我那覇響（沼倉愛美）・星井美希（長谷川明子）・菊地真（平田宏美）・如月千早（今井麻美）・四条貴音（原由実）・萩原雪歩（浅倉杏美）・双海真美（下田麻美）・高槻やよい（仁後真耶子）・水瀬伊織（釘宮理恵）・三浦あずさ（たかはし智秋）・双海亜美（下田麻美）・秋月律子（若林直美）テーマソング

『アイドルマスター XENOGLOSSIA』
- 恋だもん 〜初級編〜（作曲）天海春香（井口裕香）・高槻やよい（小清水亜美）『春香とやよいの弥生式らじお』オープニングテーマ

『明日のよいち!』
- 名前のない気持ち（作曲）斑鳩いぶき（佐藤利奈）
- あたしはぜんぜん気にしてないっ（作曲）斑鳩あやめ（戸松遥）

『ULTRAMAN』
- Lovely Me（作曲）佐山レナ（内田真礼）

『えむえむっ!』
- あなたとわたしのディスタンス（作曲）結野嵐子（早見沙織）

『カードファイト!! ヴァンガードG』エンディングテーマ
- だから元気 for YOU（作曲/編曲/ギター）戸倉ミサキ（橘田いずみ）

『会長はメイド様!』
- Be Myself（作曲）鮎沢美咲（藤村歩）

『神様はじめました』
- DA☆TENSHI（作詞/作曲）KURAMA（岸尾だいすけ）
- 熱望HONEY（作詞/作曲）KURAMA（岸尾だいすけ）
- ひとりあやとり（作詞/作曲）巴衛（立花慎之介）

『帰宅部活動記録』
- 女の子の法則（作曲）安藤夏希(木戸衣吹)、塔野花梨(結名美月)、 古橋 愛(田辺留依)

『君が主で執事が俺で』
- ユメ・ドリーム・シフト（作曲）久遠寺夢（水森志寿香）

『ギャラクシーエンジェる〜ん』
- メリーゴーランド宇宙（作曲）ルーンエンジェル隊『ピャパプピーペンピェぷ〜ん』オープニングテーマ
- 忘れましょうねヤヤヤヤヤン♪（作曲）カルーア（テキーラ）・マジョラム（平野綾）

『黒神』
- Hyper positive!!（作曲）浪川大輔、下屋則子、大原さやか『くろかみ 〜Radioしすてむ〜』オープニングテーマ

『血液型くん』
- HEARTBEAT JAM♪（作曲）A型ちゃん(悠木碧)、B型ちゃん(堀江由衣)、O型ちゃん(小林ゆう)、AB型ちゃん（中原麻衣）OP主題歌

『けんぷファー』
- ワンウェイ両想い（作曲）瀬能ナツル（井上麻里奈）、沙倉楓（中島愛）ED主題歌
- タタカエ☆モラリズム（作曲）瀬能ナツル（井上麻里奈）、沙倉楓（中島愛）
- ワンウェイもちろん片想い（作曲）近堂水琴（阿澄佳奈）＆チッソクノライヌ（能登麻美子）

『こどものじかん』
- オトメチック初心者でーす（作曲）九重りん（喜多村英梨）・鏡黒（真堂圭）・宇佐美々（門脇舞以）『こどものじかん やすみじかん』OP主題歌
- せんせい…初めてですか?（作曲）九重りん（喜多村英梨）

『咲-Saki-』
- 見えない君の探し方（作曲）加治木ゆみ（小林ゆう）
- 逃しません…ですわ!（作曲）龍門渕透華（茅原実里）
- 予感、咲きました! （作曲）宮永咲（植田佳奈）
- Eternal Wind（作曲）宮永咲（植田佳奈）

『さよなら絶望先生』
- 薔薇の棺（作曲）木津千里（井上麻里奈）

『獣拳戦隊ゲキレンジャー』
- マスター・シャーフー 〜暮らしの中に修行あり〜（作曲/編曲/ギター）マスター・シャーフー（永井一郎）挿入歌

『神曲奏界ポリフォニカ クリムゾンS』
- あたたかな調べ（作曲）ユギリ・プリネシカ（佐藤利奈）

『涼宮ハルヒの憂鬱』
- 雪、無音、窓辺にて。（作曲）長門有希（茅原実里）
- 時のパズル（作曲）朝比奈みくる（後藤邑子）
- Greed's accident（作曲）長門有希（茅原実里）『涼宮ハルヒの激動』挿入歌

『そふてにっ』
- 青春ジャンプ☆直球ファイト（作曲）沢夏琴音(喜多村英梨)
- 天高くもやもやる才能（作曲）春風明日菜(伊藤かな恵)

『宇宙をかける少女』
- Girlish my MIGHT（作曲）獅子堂秋葉（MAKO）『宇宙をかけるラジオ』オープニングテーマ
- YURA-YURA-DREAMER（作曲）獅子堂秋葉（MAKO）

『D.C.II 〜ダ・カーポII〜』
- 愛ミックスDays（作曲）朝倉音姫(ひなき藍), 朝倉由夢(きのみ聖)
- Glorious Days（作曲）白河ななか（茅原実里）
- Rainbow Banana（作曲）天枷美夏（あおきさやか）
- シーッ! Secret Mind（作曲）天枷美夏（あおきさやか）

『ながされて藍蘭島』
- 藍蘭島DE DANCIN'（作曲）恋して村娘
- 乙女たちはお年頃（作曲）恋して村娘
- ハートはおおさわぎ（作曲）恋して村娘

『NEEDLESS』
- ニュー☆シネマ気分☆パラダイス（作曲）イヴ（喜多村英梨）
- デラックスに好きして（作曲）クルス・シルト（遠藤綾）

『ハイスクールD×D』
- 動き出した時間の中で（作曲）ギャスパー・ヴラディ（佐倉綾音）

『ひだまりスケッチ』
- おんなのこパズル（作曲）ゆの（阿澄佳奈）『ひだまりラジオ』オープニングテーマ
- おとこのこパズル（作曲）校長先生（チョー） 『ひだまりスケッチ×365』キャラクターイメージソング）
- こんなのはじめて（作曲）ゆの（阿澄佳奈）『ひだまりスケッチ×365』キャラクターイメージソング）

『Baby Princess 3Dぱらだいす0/2Dぱらだいす0』
- ぎゅっとBABY☆愛なんだBABY（作曲）蛍（内田彩）、氷柱（藤田咲）、星花（三森すずこ）OP主題歌

『ヘタリア』
- こまけーことは不在意☆（作曲）中国（甲斐田ゆき）

『みつどもえ』
- あんたなんか!（作曲）杉崎みく（斎藤千和）

『ミリオンドール』
- TA・BE・GO・RO@ガール!（作曲）鎌倉ひなみ（内田彩）

『ミルキィホームズ』
- ミルキィウェイであいましょう（作曲）エルキュール・バートン(佐々木未来)＆コーデリア・グラウカ(橘田いずみ)

『もえたん』
- 魔法少女マジカルたん!（作曲）虹原いんく（田村ゆかり）・黒威すみ（戸松遥）・白鳥ありす（名塚佳織）OP主題歌
- winkles twinkle（作曲）虹原いんく（田村ゆかり）
- Love Live Train（作曲）白鳥ありす（名塚佳織）

『夜桜四重奏』
- かしましかしまっ!（作曲（田淵智也と共作））福圓美里・藤田咲・沢城みゆき

『弱虫ペダル』
- 恋のヒメヒメぺったんこ（作曲/編曲/ギター）姫野湖鳥（田村ゆかり）劇中歌

『らき☆すた』
- 100%? ナイナイナイ（作曲）柊かがみ（加藤英美里）
- も、妄想マシーン。（作曲）田村ひより（清水香里）
- 組曲「らき☆すた動画」（作曲（一部のみ）らき☆すたのみんな（イメージソング）

『れでぃ×ばと!』
- LOVE × HEAVEN（作曲）彩京朋美（川澄綾子）、セルニア＝伊織＝フレイムハート（中原麻衣）、大地薫（釘宮理恵）、四季鏡早苗（小清水亜美）、ピナ=スフォルムクラン=エストー（後藤麻衣）、天壌慈楓（伊瀬茉莉也）OP主題歌